# Antonin Daum

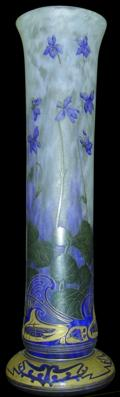
Vaso Daum, 1900

Antonin Daum (Bitche 1864 – Nancy 1930) fue un maestro cristalero y artista francés.

## Biografía
Antonin Daum nace en la pequeña localidad de Bitche en la Lorena. Después de la Guerra Franco-Prusiana, al quedar gran parte de la Lorena en posesión alemana, la familia Daum se traslada e instala en Nancy, en donde compran una cristalería.
Auguste Daum (1853 -1909) asume la dirección de la cristalería ante la mala situación económica que atraviesa la familia y confía poco después a su hermano Antonin recién graduado el departamento de arte en la escuela central el negocio familiar.
Los talleres de Daum se convierten poco después en un lugar de encuentro y formación para muchos jóvenes artesanos que impulsaron el Art Nouveau en Nancy y lo que más tarde sería el movimiento artístico conocido como Escuela de Nancy. 
De sus talleres salieron importantes nombres de Art-Nouveau como el pintor Jacques Grüber, Almaric Walter que desarrolla una técnica en la pasta de vidrio, Henri Bergé maestro decorador, los hermanos Schneider, Eugene Gall, y otros más.
Antonin comienza en 1891 con algunos modelos simples para luego continuar con el grabado al ácido en el vidrio, después utilizando el grabado de dos y tres capas. Entre 1890 y 1914 crea nada más y nada menos que tres mil nuevas referencias en grabado de vidrio.
Junto con Émile Gallé crea la Escuela de Nancy de la cual el Antonin Daum se convierte en su vicepresidente, además de ser una de las personalidades más importantes de la cámara de comercio, juega un papel importantísimo en la exposición internacional del este de Francia celebrada en 1909.
En 1918 adapta su empresa a las nuevas condiciones de producción preocupado siempre de mantener la calidad y las orientaciones estéticas por encima de lo utilitario.
En 1920 Paul uno de los hijos de Auguste Daum orienta la producción hacia el Art-Deco por la falta de interés que ya por esa época suscitaba el Art-Nouveau.
Sus hijos y descendientes continuarán al frente del negocio hasta la década 1990. La cristalería existe todavía hoy y su producción es internacionalmente conocida.